# تشارلي توماس
تشارلي توماس هو سياسي كندي، ولد في 24 يونيو 1915 في فريدريكتون في كندا، وتوفي في 14 يناير 1976. حزبياً، نشط في الحزب الكندي التقدمي المحافظ. وقد انتخب عضو مجلس العموم الكندي.